# عينة لبية جليدية

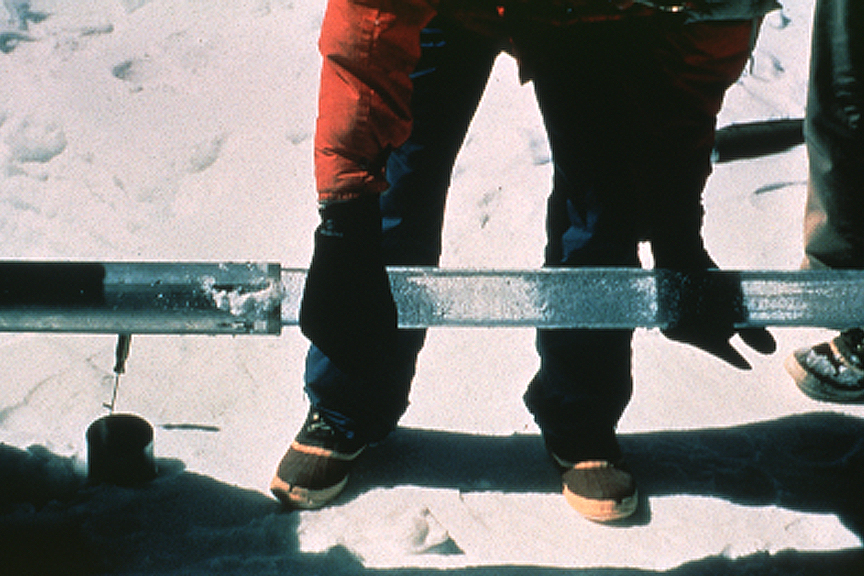
استخراج عيّنة لبّيّة جليديّة

العيّنة اللبّيّة الجليديّة هي عبارة عن عيّنة لبّيّة تؤخذ عادةً من الغطاء الجليدي القطبي لكل من القارة القطبية الجنوبية أو غرينلاند أو من مثالج الجبال المرتفعة. عندما يتشكّل الجليد من التزايد المستمر لتساقط الثلوج، تصبح الطبقات السفلى أقدم من العليا، بالتالي فإنّ عينة لبية جليدية ما تحوي جليداً قد تشكّل عبر عدد من السنين. إنّ خصائص هذا الجليد وتحليل الغازات المحتبسة في العيّنة يعطي قرائن ومؤشّرات يمكن أن تسهم في معرفة المناخ وتركيب الغلاف الجوّي في فترات سابقة، وعادةً ما يجري هذا بإجراء تحليل للنظائر.
تحوي العيّنات اللبّية الجليديّة الكثير من المعلومات حول حالة المناخ. إن المكوّنات المحتواة في الثلج لكل سنة تبقى في الجليد، مثل الغبار الذي تحمله الريح، والرماد وحبّات الطلع، وفقاعات من غازات الغلاف الجوّي، والمواد المشعّة. إنّ تنوّع المعلومات المناخيّة التي توفّرها العيّنات اللبّية الجليديّة واسع، وهو أكبر من أيّ مسجّل طبيعي آخر لتغيّرات المناخ مثل علم تحديد أعمار الأشجار أو من الطبقات الرسوبية. من المعلومات التي يمكن الحصول عليها درجة الحرارة وحجم المحيطات والرواسب الجيولوجية والتركيب الغازي للغلاف الجوي وثورات البراكين والنشاط الشمسي وحالة مستوى سطح البحر والتصحّر وحرائق الغابات.
تعود فكرة استخدام العيّنات اللبّية الجليديّة في دراسة أحوال المناخ التاريخيّة إلى ألفرد فيغنر، والذي استخدمها لأول مرة بين سنتي 1930 و1931، أثناء قيامه بالرحلة الاستكشافية لغرينلاند.